# ジュアン湾

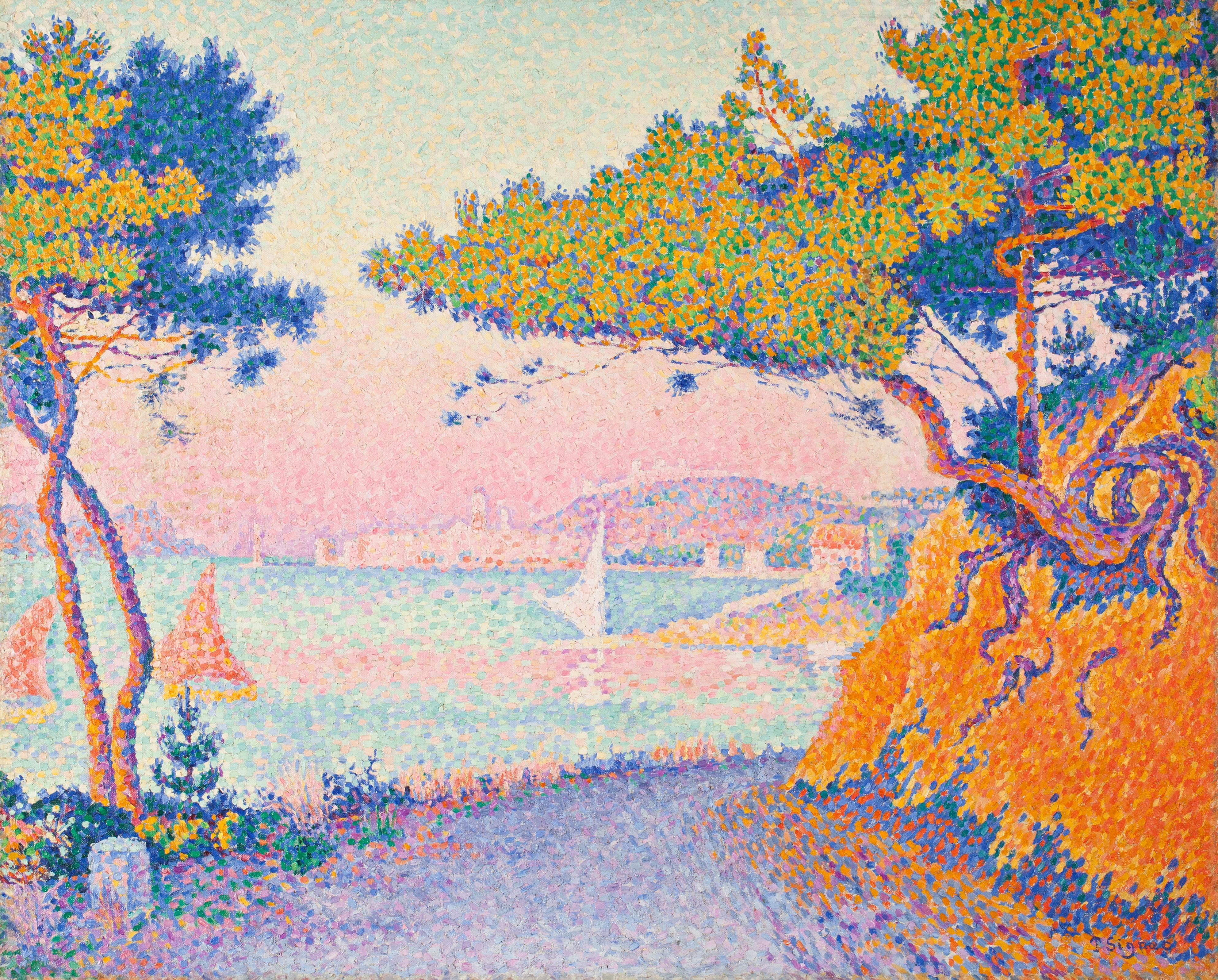
ポール・シニャックの『ジュアン湾』

ジュアン湾（ジュアンわん、仏: Golfe-Juan、フランス語発音: [ɡɔlf ʒɥɑ̃]、オック語: Lo Gorg Joan, Lo Golfe Joan）は、フランスのコートダジュールにある海浜リゾート地。
アルプ＝マリティーム県ヴァロリスに位置する。最寄り駅はジュアン湾・ヴァロリス駅である。
1815年3月1日、エルバ島を脱出したナポレオン・ボナパルトは、この地に近衛兵600名あまりとともに上陸した。それから後世「ナポレオンの道」と呼ばれるルートを通ってパリに帰還し、ワーテルローの戦いに敗れるまでの期間は百日天下と呼ばれる。
フランスの新印象派の画家ポール・シニャックは、1896年に『ジュアン湾』と題した作品を描いた。